# Giulio Matteo Natali
Giulio Matteo Natali (Oletta, 30 novembre 1702 – Tivoli, 28 agosto 1782) è stato un vescovo cattolico italiano.

## Biografia
Nato a Oletta in Corsica, allora parte della Repubblica di Genova, a 24 anni divenne prete, poi nel 1757 divenne vescovo ausiliare di Sabina e vescovo titolare di Abdera, in Grecia. Il 5 giugno 1765 venne nominato vescovo di Tivoli, carica che mantenne fino alla morte a 79 anni d'età nel 1782.
Tuttora è sepolto nel Duomo di Tivoli.

## Genealogia episcopale
La genealogia episcopale è:
- Cardinale Sigismund von Kollonitz
- Cardinale Mihály Frigyes von Althan
- Cardinale Juan Álvaro Cienfuegos Villazón, S.I.
- Cardinale Joaquín Fernández de Portocarrero
- Vescovo Giulio Matteo Natali